# Stazione di pompaggio di Crofton
La stazione di pompaggio di Crofton (in inglese Crofton Pumping Station) è una potente idrovora sul canale Kennet e Avon in località Crofton nel territorio di Great Bedwyn villaggio e parrocchia civile nella contea del Wiltshire nel Sud Ovest dell'Inghilterra, Regno Unito. Poco dopo l'apertura del canale, tra il 1807 e il 1809 fu costruita la storica stazione di pompaggio per fornire acqua al punto più alto del canale. Le pompe a vapore continuarono a funzionare fino al 1959. L'edificio risale al XVIII secolo e l'English Heritage lo considera un monumento classificato di prima categoria per il suo particolare interesse storico e architettonico.

## Storia

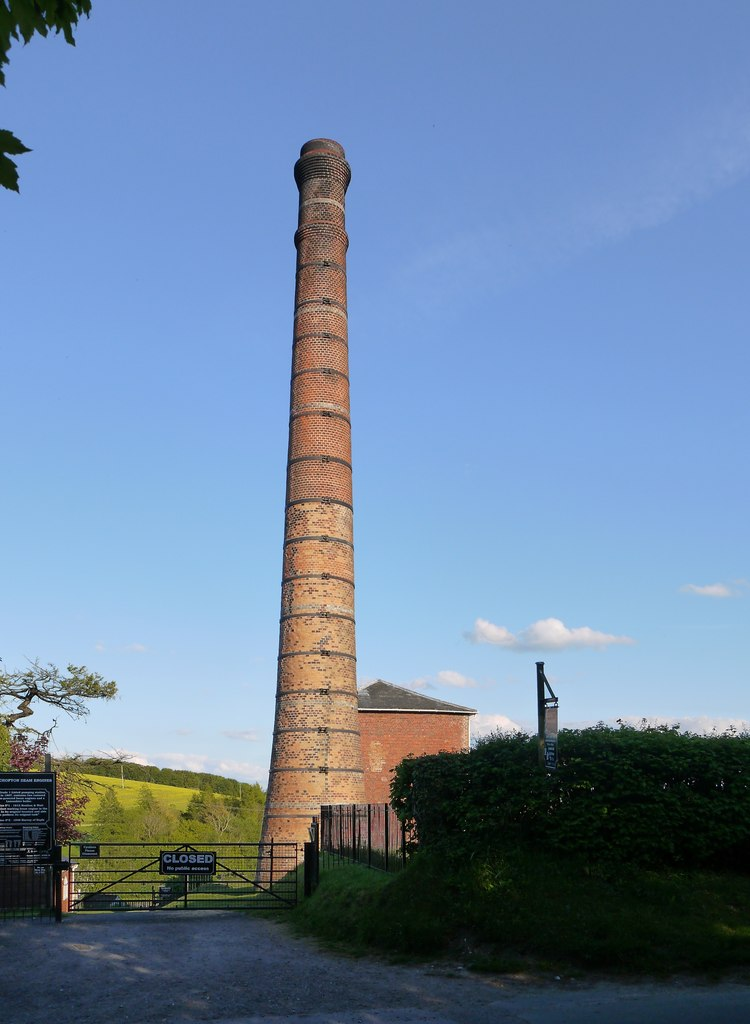
Ciminiera della stazione di pompaggio di Crofton

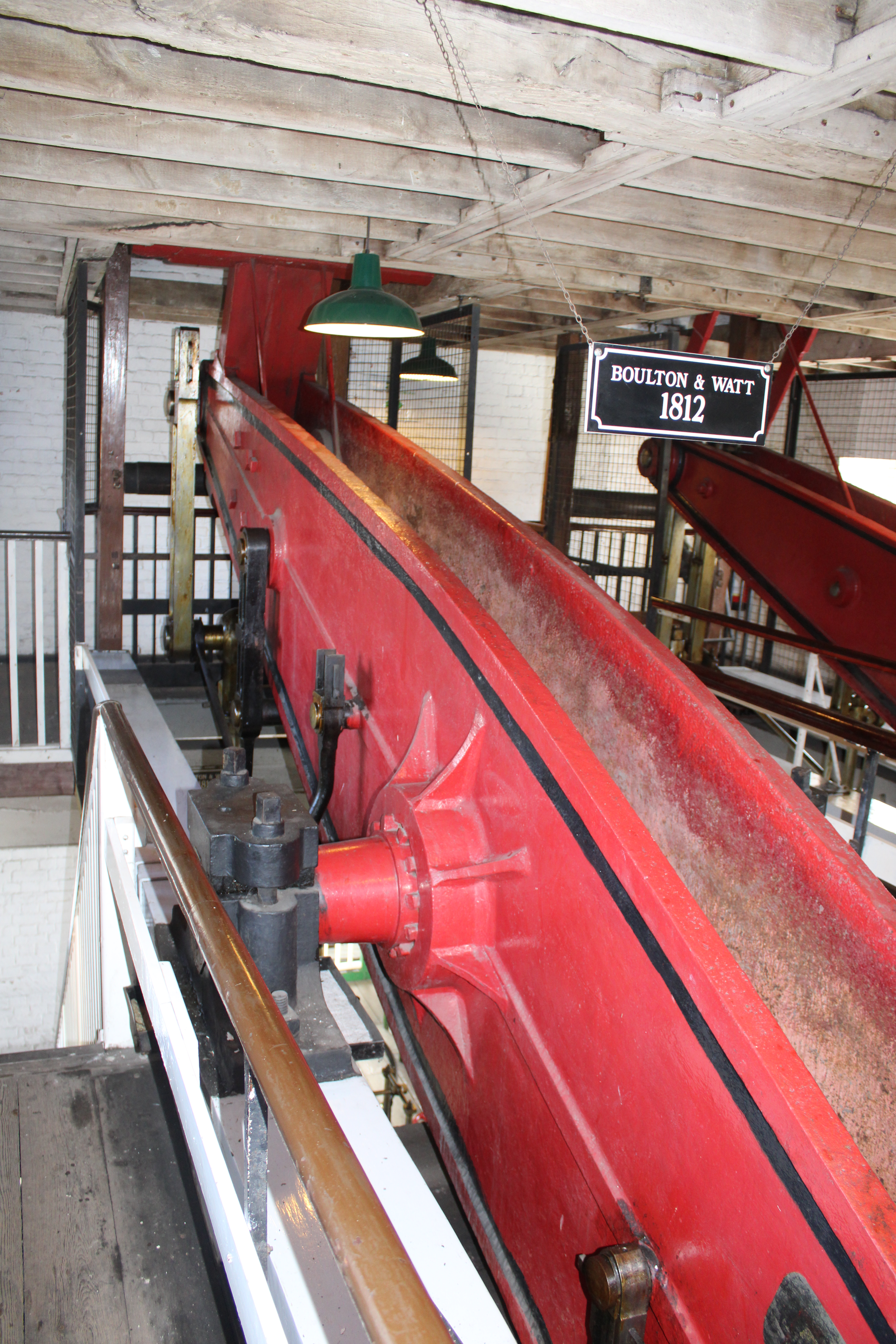
Interno della sala macchine. La trave in ghisa è lunga nove metri ed ha un peso di sei tonnellate

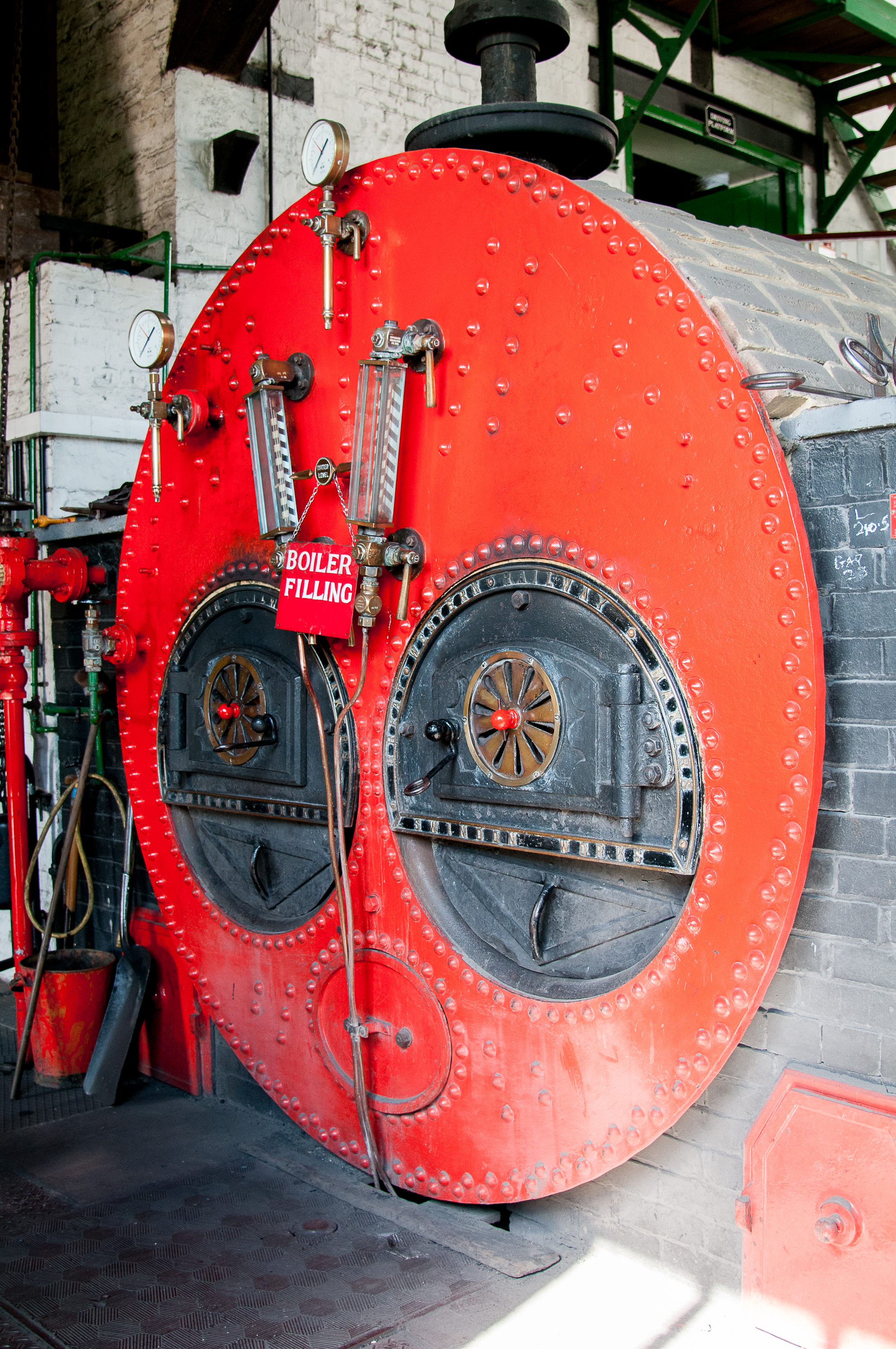
Interno della sala macchine. Una delle caldaie

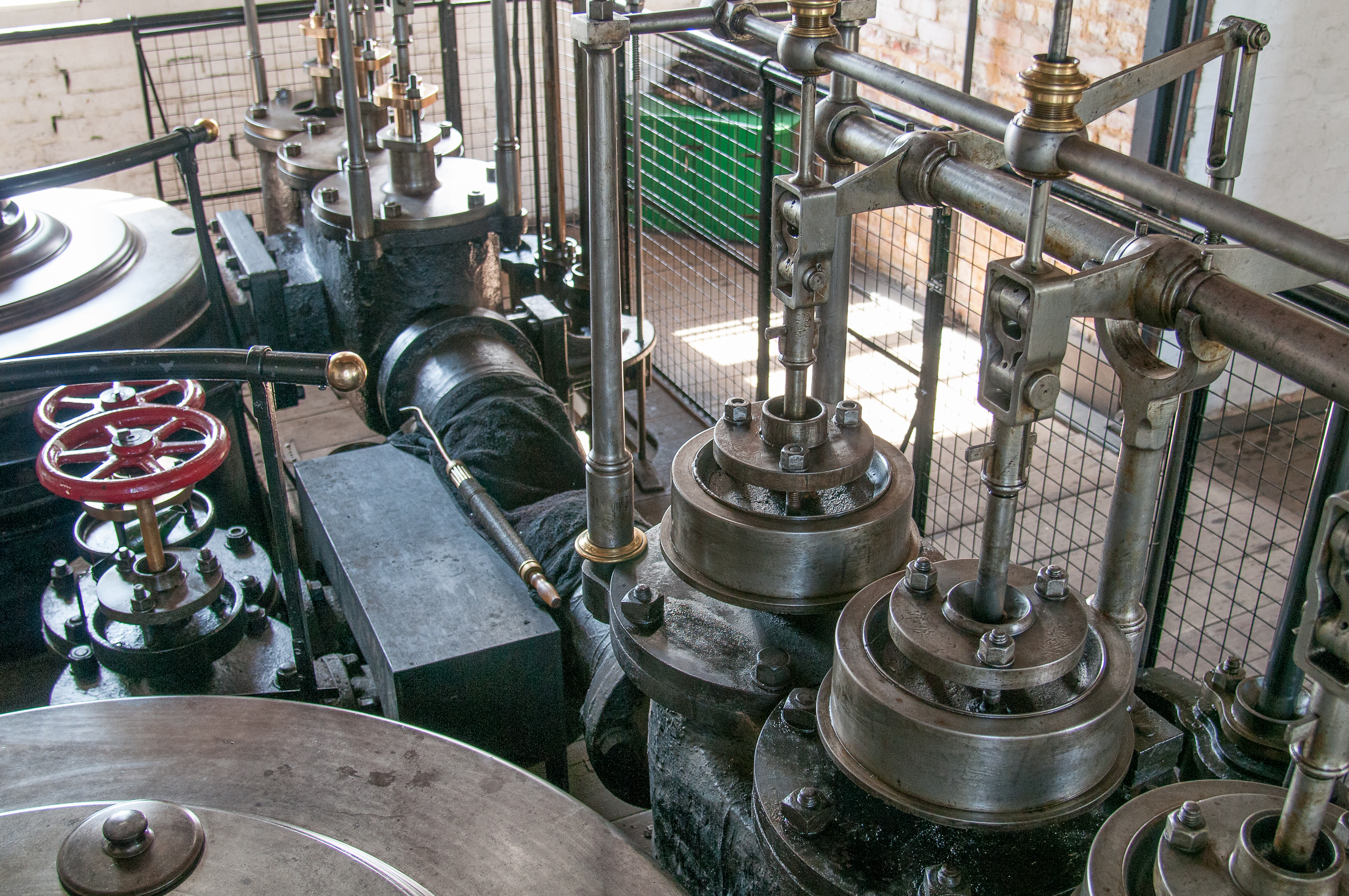
Interno della sala macchine. Sistema di valvole

John Rennie era stato l'agente londinese di Boulton & Watt prima di avviare la propria attività di consulenza ingegneristica e aveva competenze acquisite sul campo sull'uso della forza del vapore. Una stazione di pompaggio a vapore per rifornire d'acqua la sommità del canale non faceva parte del suo progetto originale del 1794 per il canale e aveva eliminato la necessità del pompaggio incorporando un tunnel lungo 4 km per mantenere il canale al livello delle riserve idriche naturali più elevate di Crofton. Il progetto di Rennie era valido ma costoso. L'ingegnere William Jessop fu incaricato di revisionare il progetto originale e una delle proposte che presentò per risparmiare fu l'eliminazione del tunnel, innalzando il livello del culmine attraverso brevi serie di chiuse nei fiumi Crofton e Wootton e utilizzando una pompa a vapore per alimentare il culmine. Jessop stimò che ciò avrebbe consentito il risparmio di una somma considerevole e di due anni di lavoro. Le sue proposte per questa e altre modifiche al canale furono approvate.
Nel settembre del 1802 Rennie acquistò una grossa macchina a vapore Boulton & Watt costruita nel 1801 per i West India Docks ma mai utilizzata. Nel giugno del 1807 Rennie riferì che il sito per sistemare la sala macchine era stato tracciato e che i tunnel e i pozzi per il collegamento con il canale e le forniture idriche stavano procedendo come da progetto. Preparò un disegno del sito e lo inviò alla Boulton & Watt il 25 giugno, con la richiesta di inviare il progetto per la sala macchine poiché intendevano iniziare presto la costruzione. La sala macchine era quasi terminata nell'aprile del 1808 e a maggio arrivò Thomas Pearson, il montatore di macchine della Boulton & Watt. La macchina entrò in funzione nella primavera del 1809 e il canale Kennet e Avon fu inaugurato nel 1810. Il progetto originale di Rennie prevedeva due macchine e alla fine del 1809 il Comitato del Canale decise di ordinarne una seconda, più grande e potente, per completare il progetto. Questa macchina di maggiore cilindrata fu ordinata nel gennaio del 1810 e prevedeva un importante miglioramento progettuale che consisteva in una trave in ghisa al posto di una in legno. L'installazione richiese un po' di tempo. I componenti chiave, che venivano ancora ordinati nell'ottobre del 1811, erano già operativi nel 1812. La Compagnia del Canale saldò i conti di Boulton & Watt con un certo ritardo, arrivando alla data gennaio del 1813 per chiudere quella questione economica.
La storia successiva della stazione di pompaggio di Crofton comprende riparazioni, manutenzione e ammodernamenti. Negli anni quaranta del XIX secolo il canale Kennet e Avon iniziò a soffrire della concorrenza della Great Western Railway, appena inaugurata. Il pompaggio a Crofton era un costo elevato e la stazione fu aggiornata adottando la più recente tecnologia di motori a vapore ad alta pressione proveniente dalla Cornovaglia, dove gli ingegneri avevano sviluppato motori ad alta efficienza per il pompaggio minerario. Tra il 1844 e il 1845, il motore del 1812 fu modificato dall'azienda di ingegneria della Cornovaglia Harveys di Hayle con molti nuovi componenti per le caldaie a vapore ad alta pressione, aumentandone l'efficienza e la potenza. L'aggiornamento si rivelò un successo e nel 1846 il motore originale fu sostituito da un nuovo motore "Sims Combined" della Cornovaglia, anch'esso prodotto da Harveys. Nell'ambito dei lavori, fu costruita una sala caldaie aggiuntiva e quella originale fu ampliata.
La Great Western Railway assunse la gestione del canale nel 1852 e ulteriori modifiche furono apportate negli anni successivi. Venne costruita nel 1856 una nuova ciminiera. La macchina del 1812, dopo un grave guasto nel 1896, fu riparata. Nuove caldaie vennero sistemate nel 1893 e nel 1903. Il tetto della sala caldaie fu ricostruito nei primi anni del XX secolo e un'importante ricostruzione della macchina del 1846 fu realizzata nel 1905. Crofton continuò a funzionare a vapore per tutta la prima metà del XX secolo, mentre l'utilizzo del canale declinava. La fine arrivò nel 1959, quando la ciminiera divenne pericolante e fu accorciata di circa 9 metri. Ciò rese impossibile accendere le caldaie poiché non c'era abbastanza tiraggio per farle funzionare correttamente. La stazione tuttavia non fu abbandonata. Si discusse sulla possibilità di un intervento di conservazione e la macchina venne messa a riposo dopo averla protetta. Nel 1962 fu costituito il Trust del canale con l'obiettivo di riaprire la via di comunicazione fluviale. La British Waterways, allora proprietaria, aveva ormai installato delle pompe elettriche per alimentare il canale e non aveva più bisogno della stazione di pompaggio e nel 1968 il Trust acquistò il sito. Un gruppo di appassionati, tra cui alcuni apprendisti della Rolls Royce, diede inizio ai lavori di restauro e nel 1970 la stazione venne riaperta e i suoi motori resi funzionanti durante le visite del pubblico. Da allora la stazione di pompaggio di Crofton e i suoi motori sono divenuti un sito museale di archeologia industriale.
Nella terza decade del XXI secolo si sono realizzati lavori secondo un progetto chw prevedeva la sostituzione di pompe, tubature e impianti elettrici vecchi di 40 anni con un sistema moderno, più efficiente e affidabile. Per consentire l'ammodernamento, parte del tratto di canale è stato chiuso e drenato in modo da poter installare nuove tubature, pompe e impianti elettrici. Sono anche stati eseguiti lavori per migliorare il flusso dell'acqua dal bacino idrico, e le storiche paratoie per il controllo dell'acqua (cioè le condotte forzate) sono state restaurate come struttura di interesse storico.

## Descrizione
L'English Heritage ha inserito dal 1 maggio 1985 la stazione di pompaggio di Crofton tra gli edifici storici come monumento classificato di prima categoria col numero 1034049. Anche la sua ciminiera viene considerata un monumento classificato, ma di seconda categoria.

### Esterni

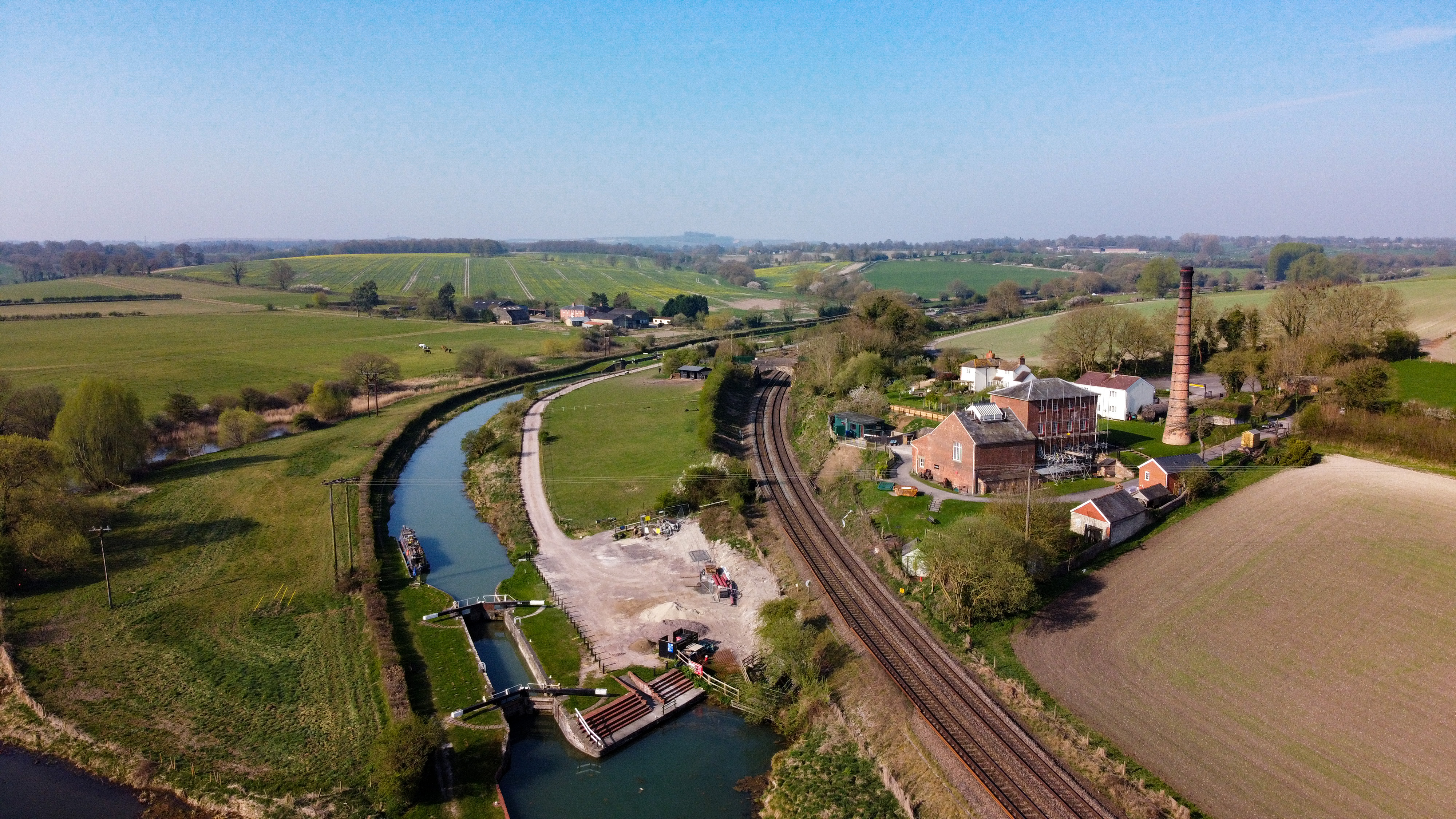
Vista aerea dell'insieme del complesso

La stazione di pompaggio si trova a sud est dell'abitato di Crofton, piccola frazione della parrocchia civile di Great Bedwyn nella contea del Wiltshire nel Sud Ovest dell'Inghilterra, Regno Unito. Il complesso esternamente comprende edifici per la sala macchine, la sala caldaie principale e la sala caldaie laterale, la ciminiera, cottage per operai, una fucina per la manutenzione di motori e i canali col bacino di alimentazione per l'acqua delle caldaie. Sala pompe è costruita in mattoni con struttura inglese e la copertura è un ampio tetto a padiglione in ardesia. Si alza su quattro piani con finestre. L'ingresso è decentrato sul timpano nord, a pianta circolare, con accesso attraverso la testata. Il locale caldaie inferiore è collegato tramite timpano a sud, in mattoni con tetto in ardesia e ampio sopraluce. La sala macchine ha numerosi infissi. Il locale caldaie superiore è con finestra a timpano. La sala caldaie a lato è del 1843.
Il sistema di pompaggio di Crofton mantiene la sommità del canale rifornita d'acqua e questo garantisce sia la navigabilità per i diportisti sia la sopravvivenza della la fauna selvatica. Il sito è anche una nota località turistica.

### Interni
La sala macchine ha 2 motori di pompaggio. Il primo è del 1812 costruito da Boulton & Watt, con condensatore e movimento parallelo. La trave in ghisa è lunga nove metri ed ha un peso di sei tonnellate. Le valvole sono state modificate nel 1843 e il condensatore riposizionato. Il secondo motore è stato costruito da Harvey & Co di Hayle nel 1843 ed il suo cilindro è stato sostituito nel 1903. Entrambi i motori permettono di sollevare 1 tonnellata d'acqua a ogni colpo, con rispettivamente 12 e 9 colpi al minuto. L'acqua viene sollevata di 12,19 metri da un tunnel che parte dal bacino di riserva e dal canale, integrato dalla chiusa n. 63 del canale dopo il 1847. L'acqua viene convogliata in un condotto di scarico (recentemente abbandonato) che conduce alla sommità del canale 1500 m a ovest, sopra la chiusa 62. Le caldaie del tipo Lancashire sostituiscono le originali nel 1896. Una pompa ausiliaria fu installata nel 1826 per fornire acqua a Tottenham House. Questi motori sono i più antichi motori a trave a vapore ancora funzionanti. La stazione di pompaggio è l'elemento chiave di un importante gruppo di monumenti industriali e funzionali di Crofton, che comprende anche lo scarico del bacino idrico, le chiuse e la Great Western Railway.